# Charles Scott
Pour les articles homonymes, voir Scott.
Charles Scott (comté de Cumberland (Virginie) 1739 - 22 octobre 1813) était un soldat américain et homme politique qui a servi comme gouverneur du Kentucky de 1808 à 1812.

## Biographie
Scott a participé à la guerre franco-indienne, sous les ordres d'Edward Braddock et George Washington. Il a de nouveau combattu sous les ordres de Washington pendant la guerre d'indépendance américaine, a participé à l'hivernage à Valley Forge.
Après la Révolution, Scott déménagea pour le Kentucky où il participa à plusieurs escarmouches contre les Amérindiens, parmi lesquelles la bataille décisive de Fallen Timbers. Il transforma ses victoires militaires en succès politiques, participant au Collège électoral des États-Unis en 1793, 1801 et 1809. Scott devint le quatrième gouverneur du Kentucky de 1808 à 1812. Durant ce mandat, il prépara la milice de l'État au conflit de la guerre de 1812 et confia son commandement à William Henry Harrison. En 1812, Scott se blessa lors d'une chute et dut par la suite utiliser des béquilles ; aussi confia-t-il à Jesse Bledsoe, son secrétaire d'État, les affaires de routine. Une fois son mandat terminé, Scott se retira ensuite à Canewood, sa résidence dans le comté de Clark. Il y mourut le 22 octobre 1813 et fut enterré dans la tombe familiale, avant d'être inhumé à Frankfort en 1854.